# Veloci di mestiere
Veloci di mestiere (Fast Company) è un film del 1979 diretto da David Cronenberg.

## Trama
La storia è ambientata nel mondo delle drag races, gare automobilistiche di accelerazione, alle quali la FastCo, una società produttrice di olio per motori, partecipa con un team. Il pilota di punta della squadra è Lonnie Johnson, un vero pioniere di queste gare e, grazie alla sua popolarità, ha portato grande fortuna a Phil, responsabile del team per conto della FastCo. Dopo una rottura tra Phil e Lonnie il pilota lascia la squadra e viene sostituito col suo rivale Gary Black. Lonnie decide di creare un team indipendente continuando a partecipare a queste corse, facendo gareggiare il talentuoso Bill insieme a lui.

## Produzione
David Cronenberg ha dichiarato che Veloci di mestiere "è stato il mio film meno personale, anche se trattava di automobili e dragster che adoravo" perché non aveva scritto la sceneggiatura originale. Ha affermato di aver realizzato il film per sostenere la sua famiglia, precisando: "l'ho fatto davvero per denaro". Durante le riprese, Cronenberg ha incontrato Carol Spier, Mark Irwin, Ronald Sanders e Bryan Day, con i quali ha continuato a collaborare in gran parte della sua filmografia.
Phil Savath e Courtney Smith hanno scritto una sceneggiatura ispirata da una storia ideata, con l'aiuto di Alan Treen e John Hunter, pur rimanendo non accreditati. Fu il primo film che Cronenberg realizzò senza averne scritto originariamente il soggetto, anche se lui stesso riscrisse alcune parti del copione. Il film Bad Company di Peter Vronsky fu infatti inizialmente scritto con il titolo Fast Company, poi modificato per evitare confusione con il film di Cronenberg.
Le riprese del film si sono svolte dal 21 luglio al 29 agosto 1978, ad Edmonton e per due giorni anche a Calgary. Con un budget iniziale di 850.000 dollari, il costo finale ammontò a 1.200.000 dollari (equivalenti a 5.150.820 dollari nel 2023), di cui 200.000 provenienti dalla Canadian Film Development Corporation. Questo fu il primo film realizzato da Cronenberg dopo l'introduzione della politica dei tax shelter cinematografici in Canada. Michael Lebowitz aveva voluto inizialmente che la colonna sonora fosse composta da Bruce Springsteen, ma alla fine fu scelto Fred Mollin.
Sebbene Fast Company – un film B interamente d'azione, privo di elementi horror o di introspezione psicologica – rimanga un'anomalia nella filmografia di Cronenberg, non ha mai perso il suo posto nei suoi affetti, poiché il regista è un appassionato di automobili e della loro meccanica (di cui "divento molto metafisico e noioso") e, talvolta, anche un pilota amatoriale.
Questo fu l'ultimo film per Claudia Jennings, che perse la vita in un incidente automobilistico nello stesso anno, sette mesi dopo l'uscita del film.

## Distribuzione
Il film in Italia non è mai stato mai distribuito nelle sale cinematografiche. Fu proiettato al Festival di Cannes il 16 maggio 1979. La distribuzione, affidata a Danton Films, portò il film sugli schermi di Edmonton il 18 maggio 1979. Tuttavia, il distributore commentò che "non ci interessa se aprirà mai a New York o Chicago", limitando così la distribuzione. Inoltre, la società incaricata di distribuirlo negli Stati Uniti dichiarò bancarotta prima del lancio del film.

## Accoglienza
Il film ha avuto scarso successo al botteghino a causa del fallimento del distributore statunitense del film, che si trovò così al centro del contenzioso.